# 김대훈 (축구 선수)
김대훈(1988년 4월 26일 ~ )은 과거 대한민국의 축구 선수로, 현역 시절 포지션은 수비수였었다.